# UCI-Cyclocross-Weltcup 2014/15
Beim UCI-Cyclocross-Weltcup 2014/15 wurden von Oktober 2014 bis Januar 2015 durch die Union Cycliste Internationale Weltcup-Sieger im Cyclocross ermittelt. 

## Elite

### Frauen
| Rnd | Datum             | Ort            | Erste             | Zweite            | Dritte                 |
| --- | ----------------- | -------------- | ----------------- | ----------------- | ---------------------- |
| 1   | 19. Oktober 2014  | Valkenburg     | Katherine Compton | Helen Wyman       | Sophie de Boer         |
| 2   | 22. November 2014 | Koksijde       | Sanne Cant        | Sabrina Stultiens | Sophie de Boer         |
| 3   | 29. November 2014 | Milton Keynes  | Sanne Cant        | Katherine Compton | Nikki Harris           |
| 4   | 21. Dezember 2014 | Namur          | Kateřina Nash     | Marianne Vos      | Katherine Compton      |
| 5   | 26. Dezember 2014 | Heusden-Zolder | Marianne Vos      | Kateřina Nash     | Pauline Ferrand-Prévot |
| 6   | 25. Januar 2015   | Hoogerheide    | Eva Lechner       | Kateřina Nash     | Pauline Ferrand-Prévot |

Gesamtwertung
| Platz | Name                  | Punkte |
| ----- | --------------------- | ------ |
| 1     | Sanne Cant            | 246    |
| 2     | Ellen Van Loy         | 204    |
| 3     | Katherine Compton     | 187    |
| 4     | Lucie Chainel-Lefèvre | 176    |
| 5     | Sophie de Boer        | 169    |
| 6     | Sabrina Stultiens     | 167    |

### Männer
| Rnd | Datum             | Ort            | Erster               | Zweiter           | Dritter              |
| --- | ----------------- | -------------- | -------------------- | ----------------- | -------------------- |
| 1   | 19. Oktober 2014  | Valkenburg     | Lars van der Haar    | Kevin Pauwels     | Corné van Kessel     |
| 2   | 22. November 2014 | Koksijde       | Wout Van Aert        | Kevin Pauwels     | Mathieu van der Poel |
| 3   | 29. November 2014 | Milton Keynes  | Kevin Pauwels        | Klaas Vantornout  | Francis Mourey       |
| 4   | 21. Dezember 2014 | Namur          | Kevin Pauwels        | Lars van der Haar | Philipp Walsleben    |
| 5   | 26. Dezember 2014 | Heusden-Zolder | Lars van der Haar    | Kevin Pauwels     | Corné van Kessel     |
| 6   | 25. Januar 2015   | Hoogerheide    | Mathieu van der Poel | Wout Van Aert     | Gianni Vermeersch    |

Gesamtwertung
| Platz | Name              | Punkte |
| ----- | ----------------- | ------ |
| 1     | Kevin Pauwels     | 430    |
| 2     | Lars van der Haar | 345    |
| 3     | Corné van Kessel  | 307    |
| 4     | Philipp Walsleben | 306    |
| 5     | Tom Meeusen       | 290    |
| 6     | Jens Adams        | 256    |

## U23

### Männer
| Rnd | Datum             | Ort            | Erster                 | Zweiter                | Dritter              |
| --- | ----------------- | -------------- | ---------------------- | ---------------------- | -------------------- |
| 1   | 19. Oktober 2014  | Valkenburg     | Michael Vanthourenhout | Wout Van Aert          | Fabien Doubey        |
| 2   | 21. Dezember 2014 | Namur          | Wout Van Aert          | Mathieu van der Poel   | Laurens Sweeck       |
| 3   | 26. Dezember 2014 | Heusden-Zolder | Laurens Sweeck         | Wout Van Aert          | Mathieu van der Poel |
| 4   | 25. Januar 2015   | Hoogerheide    | Laurens Sweeck         | Michael Vanthourenhout | Fabien Doubey        |

Gesamtwertung
| Platz | Name                   | Punkte |
| ----- | ---------------------- | ------ |
| 1     | Michael Vanthourenhout | 190    |
| 2     | Laurens Sweeck         | 185    |
| 3     | Wout Van Aert          | 160    |
| 4     | Clément Venturini      | 131    |
| 5     | Fabien Doubey          | 129    |
| 6     | Mathieu van der Poel   | 125    |

## Junioren

### Männer
| Rnd | Datum             | Ort            | Erster       | Zweiter             | Dritter          |
| --- | ----------------- | -------------- | ------------ | ------------------- | ---------------- |
| 1   | 19. Oktober 2014  | Valkenburg     | Eli Iserbyt  | Max Gulickx         | Johan Jacobs     |
| 2   | 21. Dezember 2014 | Namur          | Johan Jacobs | Eli Iserbyt         | Simon Andreassen |
| 3   | 26. Dezember 2014 | Heusden-Zolder | Eli Iserbyt  | Jens Dekker         | Max Gulickx      |
| 4   | 25. Januar 2015   | Hoogerheide    | Eli Iserbyt  | Roel Van Der Stegen | Gage Hecht       |

Gesamtwertung
| Platz | Name          | Punkte |
| ----- | ------------- | ------ |
| 1     | Eli Iserbyt   | 230    |
| 2     | Johan Jacobs  | 145    |
| 3     | Max Gulickx   | 141    |
| 4     | Jens Dekker   | 133    |
| 5     | Gage Hecht    | 115    |
| 6     | Jappe Jaspers | 101    |